# Sydney Pollack
Sydney Irwin Pollack (Lafayette, 1º luglio 1934 – Pacific Palisades, 26 maggio 2008) è stato un regista, attore e produttore cinematografico statunitense, appartenente alla schiera dei registi della New Hollywood.
Fu attivo, da un lato, nella promozione di nuovi talenti cinematografici, dall'altro, nella preservazione dei capolavori del passato: è stato membro fondatore sia del Sundance Institute di Robert Redford, sia della Film Foundation di Martin Scorsese.

## Biografia
Pollack nacque a Lafayette, nell'Indiana, nel 1934 in una famiglia ebraica ashkenazita d'origini russe, figlio di David Pollack, un farmacista ed ex pugile semiprofessionista, e di Rebecca Miller. Crebbe a South Bend, nell'Indiana, dove si era stabilito da bambino al seguito dei genitori, che successivamente finirono per separarsi. Sua madre, un'alcolizzata sofferente inoltre di disturbi emotivi, morì all'età di 37 anni, quando Sydney ne aveva 16.
Trasferitosi dall'Indiana a New York, studiò recitazione al Neighborhood Playhouse con Sanford Meisner, di cui diventò assistente insegnando per sette anni arte drammatica. Per il Playhouse ricoprì anche ruoli come attore in alcuni allestimenti teatrali off-Broadway, distinguendosi abbastanza per essere chiamato a recitare in alcune serie televisive.
John Frankenheimer, uno dei nomi più importanti della prima generazione di registi televisivi passati al cinema, lo diresse in alcuni drammi hemingwayani e nel 1960 lo chiamò a Hollywood per affidargli la regia di alcuni film per la televisione. Diresse episodi di diverse serie, ottenendo anche un premio Emmy, e si permise uno sperimentalismo inaudito per la televisione dell'epoca con Something About Lee Wiley, su una cantante blues degli anni trenta.
In questo periodo conobbe alcune persone chiave della sua futura carriera: in televisione lavorò con David Rayfiel, che sarà il suo sceneggiatore abituale; sul set di Il giardino della violenza (1961) di Frankenheimer, dove lavorò come ripetitore di dialoghi, incontrò Burt Lancaster, che due anni dopo lo chiamerà per supervisionare il doppiaggio in lingua inglese de Il Gattopardo di Luchino Visconti (benché Pollack non credesse alla validità del doppiaggio in quanto tale) e sarà la star dei suoi primi film; sul set di Caccia di guerra di Denis Sanders esordì come attore cinematografico insieme a Robert Redford, che diventerà l'interprete simbolo di tutta la sua carriera registica.
Quando la Paramount gli offrì l'occasione di dirigere un film per il grande schermo, Pollack colse al volo l'occasione di concretizzare la sua maggiore aspirazione, lasciare la televisione per il cinema, pur sapendo di non poter avere il pieno controllo sul progetto. Il suo film d'esordio, La vita corre sul filo (1964), è un dramma familiare di chiaro stampo televisivo, che si rivelò un discreto successo di pubblico, ma fu anche l'unico proprio film che il regista affermò di non amare.
Il successivo Questa ragazza è di tutti (1966) è quello che si può considerare il suo primo vero film, un melodramma di origine teatrale alla Elia Kazan, con Natalie Wood, che costò tre volte più del precedente ed ebbe molto meno successo. Fu anche l'inizio del fortunato sodalizio artistico con Robert Redford. Durante l'estate dello stesso anno venne chiamato per terminare le riprese di Un uomo a nudo a causa della dipartita del regista Frank Perry. Il film verrà distribuito nelle sale solo nel 1968.

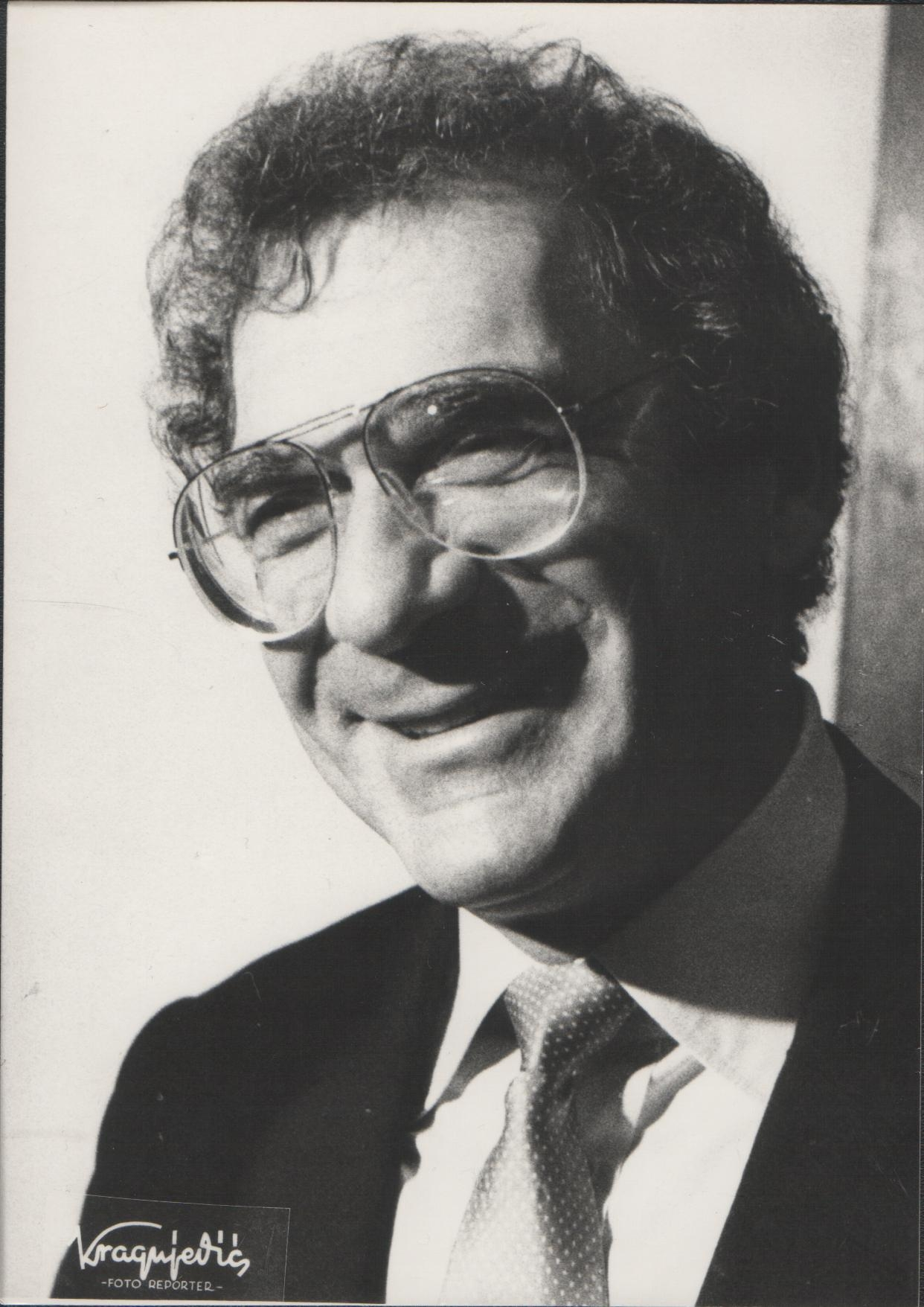
Sydney Pollack nel 1986

In seguito affrontò due generi classici, il western e il film bellico, rispettivamente con Joe Bass l'implacabile (1968) e Ardenne '44, un inferno (1969), dei quali Burt Lancaster era l'interprete principale. In entrambi i casi, rispettò le forme e le figure canoniche del genere, ma riuscì a esprimere un approccio molto personale. Il primo è un western farsesco, che affronta in modo inedito il problema razziale, mettendo in scena sia l'indiano sia il nero, ma è completamente privo delle pretese e della retorica delle molte, più celebri riletture del genere di quegli anni, quali Soldato blu, Piccolo grande uomo, La ballata di Cable Hogue, I compari. Il secondo è uno strano film di guerra, sul tema della cultura contrapposta alla violenza, onirico, dalla forte stilizzazione figurativa. Tra i due film, venne chiamato a girare alcune scene di raccordo del film Un uomo a nudo, girato originalmente da Frank Perry: la Columbia, dopo aver prodotto il film nel 1966, considerandolo troppo intellettuale, lo distribuì con due anni di ritardo e dopo aver fatto rigirare due scene a Pollack.
Questa prima fase di maturazione culminò nel dramma della disperazione Non si uccidono così anche i cavalli? (1969), che lo impose all'attenzione generale. Il film ottenne ben nove candidature agli Oscar, compresa quella per il miglior regista, ma fu l'anno del trionfo per John Schlesinger e il suo Un uomo da marciapiede, titolo fondamentale della New Hollywood.
Il nuovo decennio si aprì per Pollack con il western Corvo rosso non avrai il mio scalpo! (1972), presentato in concorso a Cannes, «uno dei contributi più significativi nella revisione del genere», e si chiuse con una variazione di ambientazione moderna dello stesso genere, Il cavaliere elettrico (1979), nuovamente interpretato da Redford, stavolta affiancato da Jane Fonda. Entrambi i film sono caratterizzati da una celebrazione del mito della Natura piuttosto insolita per il "nuovo cinema americano", a dimostrazione di una personalità autoriale che lo distanziava dai colleghi movie brats.
In mezzo, altri quattro titoli, fra cui spiccano il nostalgico affresco storico-sentimentale Come eravamo (1973) che, malgrado i pesanti rimaneggiamenti, risultò un efficace veicolo divistico per l'insolita coppia formata da Redford e Barbra Streisand, ottenne due Oscar (su sei candidature) e diventò una delle storie d'amore più celebri del cinema americano (sesta nella classifica dell'American Film Institute del 2002), l'avvincente thriller politico I tre giorni del Condor (1975), che dimostrò chiaramente l'adesione di Pollack allo "spirito dei tempi" (è dell'anno prima l'analogo Perché un assassinio di Alan J. Pakula), e il violento noir Yakuza (1974), dall'originale ambientazione giapponese, scritto da quel Paul Schrader che darà il suo apporto maggiore al cinema di quegli anni con la sceneggiatura di Taxi Driver (1976) di Martin Scorsese. Il risultato meno convincente di questo periodo fu il mélo Un attimo, una vita (1977), con Al Pacino.
A partire da Yakuza si impegnò direttamente nella produzione dei propri film, per difendersi dalle tensioni con gli studios, e dal decennio successivo produsse regolarmente lavori diretti da altri, attraverso la Mirage Productions.
Dopo aver diretto Diritto di cronaca (1981), sugli eccessi della stampa, che poté vantare l'ennesima star di prima grandezza del suo cinema, Paul Newman, l'anno successivo Pollack decise di cimentarsi per la prima volta nella commedia romantica con Tootsie (1982), film ambientato nel mondo dello spettacolo, brillantemente interpretato da Dustin Hoffman e Jessica Lange, che a sorpresa si rivelò un successo clamoroso: ottenne addirittura dieci candidature agli Oscar (comprese quelle per miglior film e regista), anche se solo una (quella alla Lange come la miglior attrice non protagonista) si tramutò in statuetta (a causa dell'ostacolo insormontabile costituito dal kolossal impegnato Gandhi di Richard Attenborough), ma soprattutto incassò 177 milioni di dollari negli Stati Uniti, secondo solo al blockbuster E.T. l'extra-terrestre di Steven Spielberg nella stagione cinematografica 1982. A dimostrazione che non si trattava di un fenomeno stagionale e di breve durata, nel 2000, a distanza di quasi vent'anni l'American Film Institute nella sua classifica delle migliori cento commedie statunitensi lo pose in seconda posizione, superato solo dall'indimenticabile A qualcuno piace caldo di Billy Wilder.
I crediti di stima artistica e di fiducia nelle sue potenzialità commerciali, accumulati con un simile successo, gli permisero di ottenere un budget di oltre trenta milioni di dollari per realizzare un kolossal vecchio stile, alla David Lean, La mia Africa (1985). Il film non fu particolarmente apprezzato dalla critica, ma fu accolto da un vasto successo di pubblico (con 87 milioni di dollari fu il quinto incasso stagionale negli Stati Uniti, mentre a livello internazionale superò i 128 milioni) e trionfò agli Oscar, conquistando sette premi su undici candidature (a scapito di Il colore viola di Steven Spielberg).
Il suo ritorno alla regia, dopo cinque anni, con Havana (1990), fu un insuccesso di critica e pubblico. Nella stessa stagione riuscì però a rifarsi nelle vesti di produttore, con il giallo processuale Presunto innocente (1990), diretto da Alan J. Pakula, tratto da Scott Turow, che superò i duecento milioni di dollari a livello internazionale, fra i migliori dieci incassi dell'anno. Traendone un'utile lezione, si cimentò a sua volta con l'adattamento per il grande schermo da un maestro del thriller legale letterario, John Grisham, e ritrovò il grande successo: Il socio (1993), realizzato con assoluta professionalità ma privo della personalità di un tempo, costruito su misura per il divo Tom Cruise, incassò 158 milioni di dollari negli Stati Uniti (quarto posto stagionale) e 270 nel mondo (quinto posto stagionale).
Ma, di nuovo, dopo essere tornato ai vertici delle classifiche, ebbe una battuta d'arresto con Sabrina (1995), remake dell'omonima commedia sentimentale di Billy Wilder, infelice tanto nelle intenzioni quanto nel risultato. Di medio successo il film successivo, Destini incrociati (1999), che tuttavia non lo liberò dalla temporanea impasse creativa e commerciale. Si rifece pertanto partecipando come attore a diversi film come Mariti e mogli (1992), Ipotesi di reato (2002), Un po' per caso, un po' per desiderio (2005), Michael Clayton (2007), Un amore di testimone (2008) e telefilm come Frasier, Innamorati pazzi, Will & Grace, I Soprano. Comparve anche nell'ultimo film di Stanley Kubrick, Eyes Wide Shut (1999), interpretando Victor Ziegler, facoltoso amico dei due protagonisti, William (Tom Cruise) e Alice Harford (Nicole Kidman).
Nel 2005, dopo la pausa più lunga della sua carriera, tornò alla regia con il thriller politico The Interpreter e con il primo documentario della sua carriera, Frank Gehry - Creatore di sogni, sul celebre architetto e suo amico personale.
Morì all'età di 73 anni il 26 maggio 2008 nella sua abitazione di Pacific Palisades, vicino a Los Angeles, a causa di un cancro allo stomaco.

## Vita privata
Sostenitore del Partito Democratico statunitense, nel 1958 si sposò con l'attrice Claire Griswold, da cui ebbe tre figli: Steven (1959-1993); Rebecca (1963); Rachel (1969). Suo figlio Steven morì nel 1993 a 34 anni per un incidente aereo, mentre sua figlia Rebecca fu vicepresidente nelle produzioni cinematografiche negli anni novanta.

## Filmografia parziale

### Regista

#### Cinema
- La vita corre sul filo (The Slender Thread, 1965)
- Questa ragazza è di tutti (This Property Is Condemned, 1966)
- Joe Bass l'implacabile (The Scalphunters, 1968)
- Un uomo a nudo (The Swimmer, 1968) - non accreditato
- Ardenne '44, un inferno (Castle Keep, 1969)
- Non si uccidono così anche i cavalli? (They Shoot Horses, Don't They?, 1969)
- Corvo rosso non avrai il mio scalpo! (Jeremiah Johnson, 1972)
- Come eravamo (The Way We Were, 1973)
- Yakuza (The Yakuza, 1975)
- I tre giorni del Condor (Three Days of the Condor, 1975)
- Un attimo, una vita (Bobby Deerfield, 1977)
- Il cavaliere elettrico (The Electric Horseman, 1979)
- Diritto di cronaca (Absence of Malice, 1981)
- Tootsie (1982)
- La mia Africa (Out of Africa, 1985)
- Sanford Meisner Master Class - direct-to-video (1988)
- Havana (1990)
- Il socio (The Firm, 1993)
- Sabrina (1995)
- Destini incrociati (Random Hearts, 1999)
- The Interpreter (2005)
- Amazing Grace (2018) - non accreditato
- Frank Gehry - Creatore di sogni (Sketches of Frank Gehry, 2005) - documentario

#### Televisione
- Lotta senza quartiere (Cain's Hundred) - serie TV, episodio 1x06 (1961)
- Shotgun Slade - serie TV, 4 episodi (1961)
- Frontier Circus - serie TV, episodi 1x06-1x18-1x26 (1961-1962)
- Corruptors (Target: The Corruptors) - serie TV, episodio 1x22 (1962)
- The Tall Man - serie TV, episodi 2x23-2x38 (1962)
- The Law and Mr. Jones( - serie TV, episodi 2x05-2x13 (1962)
- L'ora di Hitchcock (The Alfred Hitchcock Hour) - serie TV, episodio 1x09-1x22 (1962-1963)
- Ben Casey - serie TV, 12 episodi (1962-1963)
- La parola alla difesa (The Defenders) - serie TV, episodio 2x16 (1963)
- Carovane verso il West (Wagon Train) - serie TV, episodio 6x20 (1963)
- Fred Astaire (Alcoa Premiere) - serie TV, episodio 2x25 (1963)
- Kraft Mystery Theater - serie TV, episodio 3x09 (1963)
- Breaking Point - serie TV, episodio 1x01 (1963)
- Sotto accusa (Arrest and Trial) - serie TV, episodi 1x10-1x18 (1963-1964)
- Il fuggiasco (The Fugitive) - serie TV, episodio 2x03 (1964)
- Slattery's People - serie TV, episodio 1x06 (1964)
- Dottor Kildare (Dr. Kildare) - serie TV, episodio 4x07 (1964)
- The Crisis (Kraft Suspense Theatre) - serie TV, episodi 1x10-1x26-2x17 (1963-1965)
- Polvere di stelle (Bob Hope Presents the Chrysler Theatre) - serie TV, 6 episodi (1963-1965)
- American Masters - serie TV, episodio 20x07 (2005)

### Produttore

#### Cinema
- Yakuza (The Yakuza), regia di Sydney Pollack (1974)
- Un attimo, una vita (Bobby Deerfield), regia di Sydney Pollack (1977)
- Accordi sul palcoscenico (Honeysuckle Rose), regia di Jerry Schatzberg (1980)
- Diritto di cronaca (Absence of Malice), regia di Sydney Pollack (1981)
- Tootsie, regia di Sydney Pollack (1982)
- Successo alle stelle (Songwriter), regia di Alan Rudolph (1984)
- Sanford Meisner: The American Theatre's Best Kept Secret, regia di Nick Doob (1985)
- La mia Africa (Out of Africa), regia di Sydney Pollack (1985)
- Le mille luci di New York (Bright Lights, Big City), regia di James Bridges (1988)
- I favolosi Baker (The Fabulous Kar Boys), regia di Steve Kloves (1989)
- Presunto innocente (Presumed Innocent), regia di Alan J. Pakula (1990)
- Calda emozione (White Palace), regia di Luis Mandoki (1990)
- Havana, regia di Sydney Pollack (1990)
- Sua maestà viene da Las Vegas (King Ralph), regia di David S. Ward (1991)
- L'altro delitto (Dead Again), regia di Kenneth Branagh (1991)
- Fuga per un sogno (Leaving Normal), regia di Edward Zwick (1992)
- Il socio (The Firm), regia di Sydney Pollack (1993)
- In cerca di Bobby Fischer (Searching for Bobby Fischer), regia di Steven Zaillian (1993)
- Flesh and Bone, regia di Steve Kloves (1993)
- Ragione e sentimento (Sense and Sensibility), regia di Ang Lee (1995)
- Sabrina, regia di Sydney Pollack (1995)
- Sliding Doors, regia di Peter Howitt (1998)
- Destini incrociati (Random Hearts), regia di Sydney Pollack (1999)
- Il talento di Mr. Ripley (The Talented Mr. Ripley), regia di Anthony Minghella (1999)
- Una notte per decidere (Up at the Villa), regia di Philip Haas (2000)
- Blow Dry, regia di Paddy Breathnach (2001)
- Birthday Girl, regia di Jez Butterworth (2001)
- Iris - Un amore vero, regia di Richard Eyre (2001)
- Heaven, regia di Tom Tykwer (2002)
- The Quiet American, regia di Phillip Noyce (2002)
- Ritorno a Cold Mountain (Cold Mountain), regia di Anthony Minghella (2003)
- In the Name of Love, regia di Shannon O'Rourke (2003)
- Forty Shades of Blue, regia di Ira Sachs (2005)
- The Interpreter, regia di Sydney Pollack (2005)
- Frank Gehry - Creatore di sogni (Sketches of Frank Gehry), regia di Sydney Pollack (2005)
- Catch a Fire, regia di Phillip Noyce (2006)
- Complicità e sospetti (Breaking and Entering), regia di Anthony Minghella (2006)
- Michael Clayton, regia di Tony Gilroy (2007)
- In amore niente regole (Leatherheads), regia di George Clooney (2008)
- The Reader - A voce alta (The Reader), regia di Stephen Daldry (2008)
- Margaret, regia di Kenneth Lonergan (2011) - postumo

#### Televisione
- American Masters - serie TV, episodi 5x08-20x07 (1990-2005)
- Dall'oggi al domani (A Private Matter), regia di Joan Micklin Silver - film TV (1992)
- Fallen Angels - serie TV, 10 episodi (1993-1995)
- Marlowe - Omicidio a Poodle Springs (Poodle Springs), regia di Bob Rafelson - film TV (1998)
- Bronx County, regia di Thomas Carter - film TV (1998)
- Great Performances - serie TV, episodio 36x09 (2008)
- Raccontare (Recount), regia di Jay Roach - film TV (2008)
- The No. 1 Ladies' Detective Agency - serie TV, episodi 1x00-1x01 (2008-2009)

### Attore

#### Cinema
- Caccia di guerra (War Hunt), regia di Denis Sanders (1962)
- Il cavaliere elettrico (The Electric Horseman) (1979) - cameo
- Tootsie (1982)
- I protagonisti (The Player), regia di Robert Altman (1992)
- La morte ti fa bella (Death Becomes Her), regia di Robert Zemeckis (1992)
- Mariti e mogli (Husbands and Wives), regia di Woody Allen (1992)
- Il socio (1993)
- A Civil Action, regia di Steven Zaillian (1998)
- Eyes Wide Shut, regia di Stanley Kubrick (1999)
- Destini incrociati (Random Hearts) (1999)
- Ipotesi di reato (Changing Lanes), regia di Roger Michell (2002)
- The Interpreter (2005)
- Un po' per caso, un po' per desiderio (Fauteuils d'orchestre), regia di Danièle Thompson (2006)
- Michael Clayton, regia di Tony Gilroy (2007)
- Un amore di testimone (Made of Honor), regia di Paul Weiland (2008)

#### Televisione
- The Kaiser Aluminum Hour – serie TV, episodio 1x01 (1956)
- Alfred Hitchcock presenta (Alfred Hitchcock presents), serie TV, episodio The Contest for Aaron Gold (1960)
- Ai confini della realtà (The Twilight Zone) – serie TV, episodio 2x09 (1960)
- The New Breed – serie TV, episodi 1x05-1x36 (1961-1962)
- Innamorati pazzi - serie TV (1998)
- Will & Grace - serie TV (1998-2006)
- I Soprano (The Sopranos) - serie TV, episodio 6x14 (2007)

## Doppiatori italiani
Nelle versioni in italiano delle opere in cui ha recitato, Sydney Pollack è stato doppiato da:
- Michele Gammino in The Interpreter, Michael Clayton, Un amore di testimone
- Cesare Barbetti in Tootsie, La morte ti fa bella
- Bruno Alessandro in Will & Grace
- Glauco Onorato in A Civil Action
- Luciano De Ambrosis in Ipotesi di reato
- Paolo Lombardi ne I protagonisti
- Vittorio Congia in Mariti e mogli
- Manlio De Angelis in Destini incrociati
- Marcello Tusco in Eyes Wide Shut
- Leslie La Penna in Un po' per caso, un po' per desiderio
- Paolo Marchese in Frank Gehry - Creatore di sogni
- Stefano De Sando in Innamorati pazzi
- Franco Zucca ne I Soprano

Da doppiatore è sostituito da:
- Sandro Iovino in Frasier

## Riconoscimenti (parziale)
- Premio Oscar
  - 1970 – Candidatura al miglior regista per Non si uccidono così anche i cavalli?
  - 1983 – Candidatura al miglior film per Tootsie
  - 1983 – Candidatura al miglior regista per Tootsie
  - 1986 – Miglior film per La mia Africa
  - 1986 – Miglior regista per La mia Africa
  - 2008 – Candidatura al miglior film per Michael Clayton
  - 2009 – Candidatura al miglior film per The Reader - A voce alta
- Golden Globe
  - Candidatura al miglior regista per Non si uccidono così anche i cavalli?
  - Miglior film commedia o musicale per Tootsie
  - Candidatura al miglior regista per Tootsie (1982)
  - Miglior film drammatico per La mia Africa
  - Candidatura al miglior regista per La mia Africa
  - Candidatura al miglior film drammatico per Michael Clayton
  - Candidatura al miglior film drammatico per The Reader - A voce alta
- David di Donatello
  - 1985 - Miglior film straniero per La mia Africa
- Los Angeles Film Critics Association Awards
  - 1992 - Candidatura al miglior attore non protagonista per La morte ti fa bella
- Premio BAFTA
  - 1984 - Candidatura al miglior film per Tootsie
  - 1984 - Candidatura al miglior regista per Tootsie
  - 1999 - Candidatura al premio Alexander Korda per il miglior film britannico per Sliding Doors
  - 2004 - Candidatura al premio Alexander Korda per il miglior film britannico per Ritorno a Cold Mountain
  - 2004 - Candidatura al miglior film per Ritorno a Cold Mountain
  - 2009 - Candidatura al miglior film per The Reader - A voce alta
- Premio César
  - 1982 - Candidatura al miglior film straniero per Tootsie
  - 1985 - Candidatura al miglior film straniero per La mia Africa
- Primetime Emmy Awards
  - 1966 - Migliore regia di una serie drammatica per l'episodio The Game della serie televisiva Polvere di stelle